# Награды Республики Крым

Госуда́рственные награ́ды Респу́блики Кры́м — награды субъекта Российской Федерации учреждённые Государственным Советом Республики Крым, согласно Закону Республики Крым от 9 (17) июля 2014 года № 34-ЗРК «О государственных наградах Республики Крым», а также соответствующим Постановлениям и Указам Главы Республики Крым.
Государственные награды Республики Крым являются высшим выражением государственного и общественного признания достижений награждённых за их значительный вклад в государственное, экономическое, социальное, научное, культурное и духовное развитие Республики Крым, за заслуги в укреплении законности, охране здоровья и жизни, защите прав и свобод граждан, охране правопорядка, воспитании, развитии спорта, за активную благотворительную деятельность и иные заслуги перед Республикой Крым и её многонациональным народом.
В систему государственных наград Республики Крым входят звание «Почётный гражданин Республики Крым», орден, медали, почётные звания,
Государственная премия Республики Крым.
Лицам, награждённым государственными наградами Республики Крым, за исключением лиц, награждённых Государственной премией Республики
Крым, выплачиваются денежные вознаграждения в размерах, установленных Постановлением Государственного Совета Республики Крым.
Автором всех государственных наград Республики Крым стал заслуженный художник Украины, доцент Гуманитарно-педагогической академии Крымского Федерального Университета Сергей Александрович Милокумов.

## Перечень наград

### Высшие награды
| Изображение награды       | Наименование награды                        | Дата учреждения  | Правила награждения | Источник                                                                                                 |
| ------------------------- | ------------------------------------------- | ---------------- | --- | --- |
| Знак Почётного гражданина | Звание «Почётный гражданин Республики Крым» | 9 июля 2014 года | Звание «Почётный гражданин Республики Крым» является высшей государственной наградой Республики Крым и присваивается постановлением Государственного Совета Республики Крым за выдающиеся личные заслуги, достигнутые в деле укрепления мира, развития взаимовыгодного сотрудничества, в государственной, научно-технической, общественной, благотворительной деятельности, в области культуры, способствовавшие социально-экономическому и духовному развитию Республики Крым, повышению её авторитета в Российской Федерации и за рубежом. Лицу, которому присвоено звание «Почётный гражданин Республики Крым», вручаются диплом, удостоверение и нагрудный знак установленного образца. Материалы о гражданах, которым присвоено звание «Почётный гражданин Республики Крым», передаются в государственный музей Республики Крым для хранения и экспонирования. Информация о лицах, удостоенных звания, заносится в книгу памяти о наградах и героях Крыма. | Закон Республики Крым от 9 (17) июля 2014 года № 34-ЗРК «О государственных наградах Республики Крым» --- |

### Ордена
| Изображение награды                                                                     | Наименование награды      | Дата учреждения  | Правила награждения | Источник                                                                                                 |
| --------------------------------------------------------------------------------------- | ------------------------- | ---------------- | --- | --- |
| Знак ордена для гражданских лиц Знак ордена для сотрудников силовых ведомств (с мечами) | Орден «За верность долгу» | 9 июля 2014 года | Орден «За верность долгу» является наградой за особые заслуги перед Республикой Крым. Им награждаются лица: - за безупречное исполнение служебных обязанностей; - за инициативу и самоотверженность, проявленные при исполнении служебного и гражданского долга; - за мужество и героизм, проявленные в экстремальных ситуациях, связанных с риском для жизни; - за заслуги по защите правопорядка; - за значительный личный вклад в повышение боевой готовности, совершенствование способов гражданской защиты населения, особое отличие на учениях, при несении боевого дежурства; - за безупречное выполнение специальных заданий; - за смелые и решительные действия по пресечению нарушения правил пересечения государственной границы Российской Федерации (в пределах территории Республики Крым). Имеет две разновидности: для гражданских лиц и для сотрудников силовых ведомств (с мечами). | Закон Республики Крым от 9 (17) июля 2014 года № 34-ЗРК «О государственных наградах Республики Крым» --- |

### Медали
| Изображение награды | Наименование награды                 | Дата учреждения      | Правила награждения | Источник |
| ------------------- | ------------------------------------ | -------------------- | --- | --- |
|                     | Медаль «За защиту Крыма»             | 16 марта 2014 года   | Медаль «За защиту Крыма» является знаком отличия Главы Республики Крым. Награждения медалью могут быть удостоены граждане Российской Федерации, иностранные граждане и лица без гражданства за мужество и высокий патриотизм в защите конституционных прав и свобод жителей Республики Крым, в том числе в период воссоединения Крыма с Россией и проведения Общекрымского референдума. Медаль учреждена 16 марта 2014 года, официально введена Указом Главы Республики Крым от 30 марта 2015 года № 88-У. Со времени учреждения, до официального утверждения награды, медалью было награждено более пяти тысяч человек.                                                                                           | Указ Главы Республики Крым от 30 марта 2015 года № 88-У "О знаке отличия Главы Республики Крым «Медаль „За защиту Крыма“» --- |
|                     | Медаль «За мужество и доблесть»      | 29 декабря 2016 года | Медаль «За мужество и доблесть» является государственной наградой Республики Крым, которой награждаются граждане, проявившие самоотверженность, мужество и отвагу при охране общественного порядка, в борьбе с преступностью, при спасении людей во время стихийных бедствий, катастроф и других чрезвычайных обстоятельств, а также за смелые и решительные действия, совершенные при исполнении воинского, гражданского или служебного долга в условиях, сопряженных с риском для жизни. | Закон Республики Крым от 9 (17) июля 2014 года № 34-ЗРК «О государственных наградах Республики Крым» ---                      |
|                     | Медаль «За отвагу на пожаре»         | 9 июля 2014 года     | Медаль «За отвагу на пожаре» является государственной наградой Республики Крым за особые заслуги при выполнении гражданского и служебного долга, которой награждаются лица рядового и начальствующего состава, работники органов пожарной охраны, члены добровольной пожарной охраны и другие граждане за доблесть, отвагу и самоотверженность, проявленные: - при тушении пожаров, спасении людей и имущества предприятий, учреждений и организаций, природных ресурсов Крыма от огня; - при предотвращении взрыва или пожара; - в других экстремальных ситуациях. | Закон Республики Крым от 9 (17) июля 2014 года № 34-ЗРК «О государственных наградах Республики Крым» ---                      |
|                     | Медаль «За доблестный труд»          | 9 июля 2014 года     | Медалью «За доблестный труд» награждаются граждане за высокие достижения в труде в области государственного, экономического, социального и культурного развития Республики Крым, в развитии экономического и научного потенциала республики, за активную общественную и благотворительную деятельность. | Закон Республики Крым от 9 (17) июля 2014 года № 34-ЗРК «О государственных наградах Республики Крым» ---                      |
|                     | Медаль «За защиту Республики Крым»   | 9 июля 2014 года     | Медаль «За защиту Республики Крым» является наградой Республики Крым за проявленное личное мужество и высокий патриотизм, защиту конституционных прав и свобод жителей Республики Крым, обеспечение охраны общественного порядка в Республике Крым, которая вручается военнослужащим, сотрудникам правоохранительных органов, бойцам Народного ополчени — народной дружины Республики Крым и другим гражданам Российской Федерации. | Закон Республики Крым от 9 (17) июля 2014 года № 34-ЗРК «О государственных наградах Республики Крым» ---                      |
|                     | Медаль «За заслуги в поисковом деле» | 9 июля 2014 года     | Медаль «За заслуги в поисковом деле» является государственной наградой Республики Крым за особые заслуги при выполнении гражданского и служебного долга, которой награждаются участники поисковых отрядов, музейные и архивные работники, другие лица: - за выдающийся вклад в поисковое дело по обнаружению ранее не погребенных останков жертв войны, погибших на Крымском полуострове в годы Великой Отечественной войны и другие исторические периоды; - за активную военно-патриотическую работу и деятельность по сохранению и созданию объектов культурного наследия военно-исторического характера; - за заслуги в розыске, установлении и увековечении неизвестных имен защитников и освободителей Крыма. | Закон Республики Крым от 9 (17) июля 2014 года № 34-ЗРК «О государственных наградах Республики Крым» ---                      |
|                     | Медаль «Родительская доблесть»       | 9 июля 2014 года     | Медаль «Родительская доблесть» является государственной наградой Республики Крым за весомый личный вклад в дело воспитания детей в семье, за самоотверженность, обеспечение условий для полноценного развития здоровых, гармонично развитых личностей, граждан Российской Федерации. Медалью награждаются родители (лица, их заменяющие), состоящие в зарегистрированном браке, либо в случае неполной семьи один из родителей, которые воспитывают или воспитали пятерых и более детей, в том числе детей, усыновленных в порядке, установленном законодательством Российской Федерации и Республики Крым. | Закон Республики Крым от 9 (17) июля 2014 года № 34-ЗРК «О государственных наградах Республики Крым»                          |
|                     | Медаль Гаспринского                  | 29 декабря 2016 года | Медаль Гаспринского является государственной наградой Республики Крым за значительный личный вклад лица в культурное и духовное развитие народов Республики Крым, за вклад в укрепление традиционных конфессий в интересах Республики Крым, за особые личные заслуги в укреплении межнационального и межконфессионального мира и согласия в Крыму. | Закон Республики Крым от 9 (17) июля 2014 года № 34-ЗРК «О государственных наградах Республики Крым»                          |

### Звания и премии
| Изображение награды                                                                                              | Наименование награды                   | Дата учреждения  | Правила награждения | Источник                                                                                                 |
| --- | -------------------------------------- | ---------------- | --- | --- |
| Образец знака для лиц удостоенных звания — «Народный…» Образец знака для лиц удостоенных звания — «Заслуженный…» | Почётные звания Республики Крым        | 9 июля 2014 года | Почётные звания Республики Крым присваиваются лицам, осуществляющим трудовую деятельность в соответствующей почётному званию сфере, за значительные трудовые, творческие заслуги и высокое профессиональное мастерство. В Республике Крым присваиваются следующие почётные звания: Народные — артист, художник, учитель; Заслуженные — работник промышленности, энергетик, экономист, работник транспорта, работник курортов и туризма, артист, работник культуры, деятель искусств, учитель, работник образования, врач, работник здравоохранения, работник агропромышленного комплекса, строитель, архитектор, работник сферы услуг, работник физической культуры и спорта, журналист, юрист, художник, деятель науки и техники, работник социальной сферы, работник водного хозяйства, работник природоохранного комплекса, работник виноградарства и виноделия, работник местного самоуправления; работник лесного и охотничьего хозяйства; геолог; землеустроитель; ветеринарный врач; работник органов государственной власти; спасатель; мастер народного художественного промысла; ремесленник. | Закон Республики Крым от 9 (17) июля 2014 года № 34-ЗРК «О государственных наградах Республики Крым»     |
| | Государственная премия Республики Крым | 9 июля 2014 года | Государственная премия Республики Крым — вид государственного материального поощрения за выдающиеся достижения в области литературы, культуры, искусства, науки и техники, воплощенные уникальные архитектурные и строительные проекты; за значительные достижения в области промышленности, топливно-энергетического комплекса, энергетики, сельского хозяйства, здравоохранения, развития курортов, которые получили общественное признание; крымский патриотизм, вклад в миротворческую деятельность, развитие и процветание Крыма. Размер Государственной премии Республики Крым устанавливается постановлением Государственного Совета Республики Крым. | Закон Республики Крым от 9 (17) июля 2014 года № 34-ЗРК «О государственных наградах Республики Крым» --- |

### Памятные и юбилейные награды
| Изображение награды | Наименование награды                                                                     | Дата учреждения               | Правила награждения | Источник |
| ------------------- | ---------------------------------------------------------------------------------------- | ----------------------------- | --- | --- |
|                     | Памятный знак «70 лет освобождения Крыма от фашистских захватчиков»                      | 17 апреля 2013 года (продлён) | Нагрудный памятный знак «70 лет освобождения Крыма от фашистских захватчиков» был учреждён постановлением Верховной Рады Автономной Республики Крым в целях моральной поддержки ветеранов Великой Отечественной войны и увековечения подвига советского народа в Великой Отечественной войне 1941—1945 годов. Знак был изготовлен единоразово за счёт средств, предусмотренных в бюджете Автономной Республики Крым на 2014 год на мероприятия по ознаменованию памятных дат, праздников, проведению смотров-конкурсов, фестивалей и др. В связи с переходом в 2014 году республики Крым под контроль Российской Федерации, знак вручался гражданам Российской Федерации: - ветеранам армии и флота, участникам операции по освобождению Крыма и Севастополя от немецко-фашистских захватчиков, участникам ликвидации их шпионско-диверсионных групп, участникам послевоенного возрождения, восстановления и строительства; - гражданам Республики Крым и города федерального значения Севастополь, принимающим активное участие в военно-патриотической работе и деятельности по увековечению памяти павших защитников Отечества; - государственным и общественным деятелям, руководителям органов государственной власти и ветеранских организаций, иным лицам, внесшим значительный вклад в развитие ветеранского движения, системы патриотического воспитания, активно участвующим в работе по социальной, медицинской реабилитации воинов Великой Отечественной войны. | Постановление ВР АРК от 17 апреля 2013 года № 1234-6/13 «Об учреждении нагрудного памятного знака „70 лет освобождения Крыма от фашистских захватчиков“» --- |
|                     | Юбилейная медаль «В ознаменование 5-й годовщины воссоединения Крыма с Россией 2014—2019» | 26 декабря 2018 года          | Юбилейная медаль Республики Крым «В ознаменование пятой годовщины воссоединения Крыма с Россией 2014—2019» была учреждена в целях поощрения: - за мужество, героизм, активную политическую деятельность и личный вклад в воссоединение Крыма с Россией; - за участие в подготовке и проведении общекрымского референдума 16 марта 2014 года; - за обеспечение мероприятий, связанных с защитой прав и жизни граждан Республики Крым; - за самоотверженность, мужество и отвагу при охране общественного порядка, а также за смелые и решительные действия, совёршенные при исполнении гражданского или служебного долга в условиях, сопряжённых с риском для жизни. Медаль вручалась гражданам Российской Федерации, иностранным гражданам и лицам без гражданства. Вручение медали осуществлялось Главой Республики Крым, Председателем Государственного Совета Республики Крым, или по их поручению другими должностными лицами в обстановке торжественности и гласности. | Постановление Государственного Совета Республики Крым от 26 декабря 2018 года № 2222-1/18 «Об учреждении юбилейной медали…» ---                              |
|                     | Памятная медаль «80 лет освобождения Крыма от фашистских захватчиков»                    | 30 октября 2023 года          | Памятная медаль «80 лет освобождения Крыма от фашистских захватчиков», от лица Главы Республики Крым, вручалась: - военнослужащим и лицам вольнонаемного состава, принимавшим в рядах Вооруженных Сил СССР участие в боевых действиях на фронтах Великой Отечественной войны; партизанам и членам подпольных организаций, действовавших в период Великой Отечественной войны на временно оккупированных территориях СССР, лицам, награждённым медалью «За победу над Германией в Великой Отечественной войне 1941 - 1945 гг.», постоянно проживающим на территории Республики Крым; - ветеранам Великой Отечественной войны из числа участников обороны и освобождения Крыма; - военнослужащим, лицам проходящим (проходившим) службу в войсках национальной гвардии Российской Федерации, имеющим специальное звание полиции, лицам, пребывающим (пребывавшим) в добровольческих формированиях, содействующих выполнению задач, возложенных на Вооруженные Силы Российской Федерации и получившим ранение при исполнении воинского долга в ходе российского вторжения на Украину; - гражданам, призванным на территории Республики Крым на военную службу по мобилизации в соответствии с Указом Президента Российской Федерации от 21 сентября 2022 года № 647 «Об объявлении частичной мобилизации в Российской Федерации»; - гражданам, заключившим контракт о прохождении военной службы или контракт о пребывании в добровольческих формированиях, принимающим (принимавшим) участие в российском нападении на Украину; - волонтерам, членам общественных организаций, военно-исторических клубов и поисковых групп, должностным лицам, принимающим активное участие в сохранении памяти о Героях Великой Отечественной войны – участниках обороны и освобождения Крыма от фашистских захватчиков; - лицам, принимающим активное участие в подготовке и проведении празднования 80-й годовщины освобождения Крыма от фашистских захватчиков. | Распоряжение Главы Республики Крым от 30 октября 2023 года № 1311-рг «О памятной медали „80 лет освобождения Крыма от фашистских захватчиков“» ---           |
|                     | Юбилейный знак «100 лет военному комиссариату Республики Крым»                           | Февраль 2018 года             | Юбилейным знаком «100 лет военному комиссариату Республики Крым» награждались военнослужащие и работники военных комиссариатов Республики Крым, в том числе находящиеся в запасе (отставке), безупречно прослужившие (проработавшие) 4 года и более в календарном исчислении в структуре военных комиссариатов Республики Крым. Юбилейным знаком также награждались и другие лица оказывающие содействие и значительную помощь военным комиссариатам Республики Крым в осуществлении возложенных на них задач. Награждения производились Приказом военного комиссара Республики Крым. | Положение о юбилейном знаке «100 лет военному комиссариату Республики Крым» ---                                                                              |

### Награды народного ополчения
| Изображение награды | Наименование награды                              | Дата учреждения   | Правила награждения | Источник |
| ------------------- | ------------------------------------------------- | ----------------- | --- | --- |
|                     | Знак отличия «Народное ополчение Республики Крым» | 23 июля 2014 года | Знаком отличия «Народное ополчение Республики Крым» награждаются народные дружинники-ополченцы и иные лица, проявившие доблесть, самоотверженность и мужество при защите прав и жизни граждан Республики Крым. Право награждения знаком предоставляется начальнику Крымского республиканского штаба Народного ополчения Республики Крым. Награждение знаком отличия «Народное Ополчение Республики Крым» производится приказом командира полка по представлениям к награждению от командиров рот и батальонов. Повторное награждение знаком отличия не предусмотрено. | Постановление Совета Министров Республики Крым № 217 от 23.07.2014 «О вопросах деятельности Народного ополчения-народной дружины Республики Крым» --- |
|                     | Знак отличия «Медаль Святого Георгия»             | 27 мая 2016 года  | Знак отличия полка Народного ополчения Республики Крым "Медаль «Святого Георгия» является ведомственной наградой полка Народного ополчения Республики Крым. Знаком отличия полка Народного ополчения Республики Крым "Медаль «Святого Георгия» могут быть удостоены ветераны Великой Отечественной войны, участники партизанского движения, ополченцы Великой Отечественной войны, сотрудники полка Народного ополчения Республики Крым и иные лица по решению наградной комиссии за доблесть и мужество, проявленные при защите Отечества, а также за большой вклад в увековечение памяти Народного ополчения всех времён. Награждение указанным знаком отличия производится соответствующим приказом командира полка Народного ополчения Республики Крым с учётом протокола наградной комиссии и на основании наградного листа. | Приказ командира полка Народного Ополчения Республики Крым от 27 мая 2016 года № 270 --- Об освящении знака ---                                       |

### Почетные грамоты
| Изображение награды | Наименование награды                               | Дата учреждения  | Правила награждения | Источник                                                                |
| ------------------- | -------------------------------------------------- | ---------------- | --- | ----------------------------------------------------------------------- |
|                     | Знак отличия «Благодарность Главы Республики Крым» | 26 мая 2014 года | К поощрению Благодарностью Главы Республики Крым (далее - Благодарность) представляются: граждане, внесшие значительный вклад в социально-экономическое, научно-техническое и культурно-образовательное развитие Республики Крым, за активную гражданскую, миротворческую, благотворительную и общественную деятельность, защиту государственных интересов, высокое профессиональное мастерство, многолетний добросовестный труд и другие особые заслуги перед Республикой Крым; предприятия, учреждения, организации независимо от формы собственности, их трудовые коллективы, объединения граждан.Поощрение приурочивается к государственным и профессиональным праздникам, юбилейным датам, знаменательным событиям | Положение о Благодарности Главы Республики Крым от 26 мая 2014 года --- |

## Упразднённые награды
Награды Автономной Республики Крым установленные в соответствии с подпунктом 32 пункта 2 статьи 26 и подпунктом 5 пункта 1 статьи 31 Конституции Автономной Республики Крым, были упразднены 17 июля 2014 года согласно Закону Республики Крым № 34-ЗРК «О государственных наградах Республики Крым».